# Массон, Эмилия
Эми́лия Массо́н (фр. Émilia Masson, урожд. Эми́лия Йова́нович-Слави́нски, серб. Emilija Jovanović-Slavinski; 24 мая 1940, Белград — 7 августа 2017, Париж) — французский лингвист и эпиграфист сербского происхождения.
Будучи последовательницей Жоржа Дюмезиля, в основном занималась кипро-минойскими надписями, хеттским языком и индоевропейским религиозным наследием. Её интерпретация петроглифов Долины чудес вызвала споры в научном сообществе.

## Биография

### Лингвистика
Эмилия Йованович-Славински родилась 24 мая 1940 года в Белграде, столице Королевства Югославия. По её словам, именно сербское происхождение обусловило её интерес к языкам. Получила образование на родине и во Франции.
Выйдя замуж за лингвиста и эпиграфиста Оливье Массона, взяла его фамилию. В 1966 году в Практической школе высших исследований (EPHE) защитила диссертацию, посвящённую греческим заимствованиям из семитских языков, которая была опубликована в 1967 году. Критики оценили её работу как важный вклад скорее в лингвистику, чем в историю.

### Кипро-минойское письмо
В 1972 году стала исследователем в CNRS (Национальный центр научных исследований). Под влиянием мужа сосредоточилась на изучении Кипра и его древних письменностей.
Опубликовала заметные работы о минойских надписях Кипра и Угарита. Её книга, анализирующая шары с именами, найденные в Энгоми и Хала Султан Текке, была охарактеризована как «превосходная публикация». Второй том, посвящённый кипро-минойскому слоговому письму и расширяющий исследования до Угарита, был воспринят как значительный труд.
В 1983 году вместе с мужем основала Центр кипрских исследований.

### Хеттология
В 1980-х годах посвятила себя изучению хеттского языка и индоевропейского наследия, в частности, исследуя скальный святилище Язылыкая (Турция). Её работа о двенадцати богах Язылыкая, в которой она искала индоевропейские корни, была названа «оригинальным и тщательно документированным исследованием», подтверждающим гипотезы Жоржа Дюмезиля. Бернар Сержан охарактеризовал её книгу о индоевропейских элементах в анатолийской мифологии как «настоящий учебник по хеттской религии».
Она также публиковала множество статей и лично изучала надписи в Европе и на Ближнем Востоке.

### Долина Чудес
В 1990-х годах заинтересовалась наскальными знаками Долины Чудес у горы Бего. Она интерпретировала это место как святилище, связанное с индоевропейскими мифами. Сначала её теория вызвала благосклонную реакцию прессы, но затем была раскритикована в научном сообществе.
Разгорелась полемика, особенно с Анри де Люмле, который отрицал существование «священной пещеры», описанной Массон, считая узоры просто лишайниками и водорослями. Спор получил отражение в СМИ.

### Смерть
В феврале 2017 года Эмилия Массон опубликовала книгу-воспоминание «Когда жизнь уходит» (фр. Quand la vie s'en va) о своей дочери Ариане, умершей от рака.
Эмилия Массон скончалась 7 августа 2017 года в 14-м округе Парижа. После её смерти её вторая дочь Диана Массон передала библиотеку родителей в Центр кипрских исследований. Впоследствии она была разделена между университетом Западный Париж — Нантер-ля-Дефанс, Домом Востока и Средиземноморья в Лионе и Департаментом восточных древностей Лувра.